# 김성룡 (1926년)
김성룡(金成龍, 1926년 6월 5일 ~ 2002년 11월 9일)은 대한민국 군인이자 외교관 및 기업가 겸 정치인이며 사회기관단체인이다.

## 일생

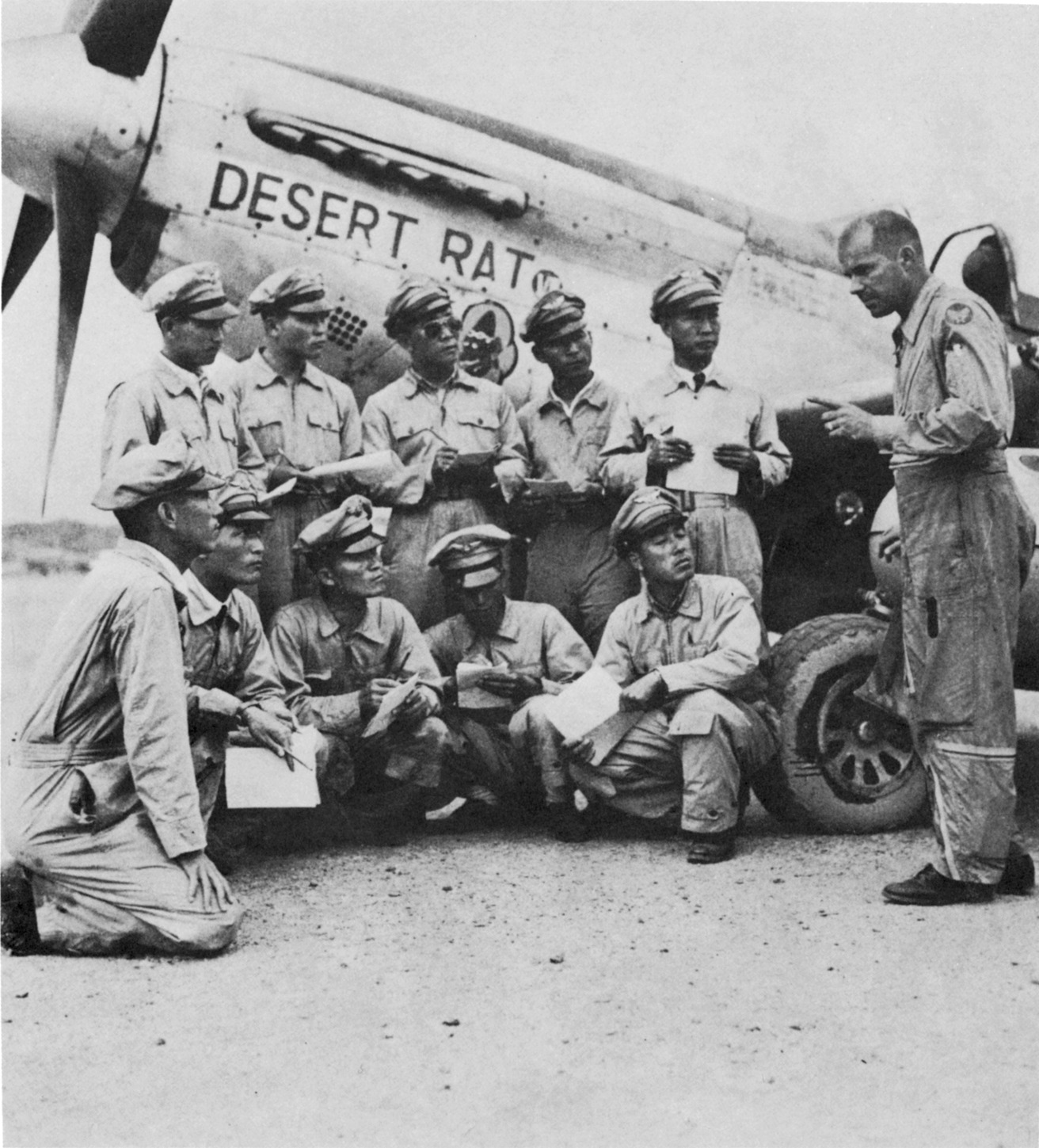
일본 이다즈께 기지에서 비행교육을 받고 있는 F-51 인수조종사 10명앞줄 왼쪽부터 김영환 중령, 김성룡 중위, 강호륜 대위, 박희동 대위, 장성환 중령, 뒷줄 왼쪽부터 정영진 중위, 이상수 중위, 김신 중령, 장동출 중위, 이근석 대령.

### 생애 초기
본관은 김녕(金寧)이고 아호(雅號)는 호산(湖山)이며 그는 경상북도 영일군 포항면 학산리(지금의 경상북도 포항시 북구 중앙동)에서 출생하였고 지난날 한때 경상북도 월성군 경주읍 옥산리에서 잠시 유아기를 보낸 적이 있는 그는 경상북도 영일군 장기면 모포리(지금의 경상북도 포항시 남구 장기면 모포리)에서 성장하였으며 1931년 직계 일가족과 함께 일본 기후 현에 건너가 이후 1946년 20세 시절에 조선 고국으로 귀국할때까지 15년간 일본 유학을 하였다.

### 학력
- 日本 기후 현 揖斐川町立北方小学校 졸업
- 日本 기후 현 岐阜県立羽島高等学校 졸업
- 일본 기후 육군비행학교 졸업
- 일본 기후 육군항공정비학교 졸업
- 일본 육군항공장비학교 졸업
- 일본 아키노 육군비행학교 졸업
- 대한민국 육군사관학교 특4기
- 대한민국 통위부 보병학교 졸업
- 대한민국 공군사관학교 특3기
- 미국 버지니아 종합군사학원 졸업
- 미국 공군항공학교 졸업
- 미국 미주리 종합군사학원 졸업
- 미국 공군참모대학교 졸업
- 대한민국 서울 경희대학교 정치외교학과 학사
- 대한민국 국방대학원 행정학 석사
- 미국 롱 아일랜드 대학교 대학원 경영학과 경영학 석사

### 주요 경력
- 1955년 공군 제10전투비행전단 예하 전투대대장(당시 공군 중령 계급 신분.).
- 1958년 공군 제10전투비행전단장(김두만 공군 제10전투비행전단 전단장의 후임) 보임과 동시에 공군 대령 진급.
- 1959년 공군 제10전투비행전단 전단장 재직 시에 공군 준장 진급.
- 1960년 미국 주재 대한민국 대사관 예하 무관.
- 1961년 공군본부 감찰감.
- 1961년 공군본부 교육참모부 차장.
- 1961년 국방부 차관보.
- 1961년 국방부 차관보 재직 시에 공군 소장 진급.
- 1961년 공군 작전사령부 사령관 보임과 동시에 공군 중장 진급.
- 1965년 공군본부 작전참모부 부장.
- 1966년 공군사관학교 교장.
- 1967년 공군참모차장.
- 1968년 제10대 공군참모총장.
- 1969년 공군참모총장 재직 시절에 대한민국 국군 최초로 공군 대장 진급.
- 1970년 공군 대장 예편.
- 1970년 대한민국 재향군인회 공군부회장(1973년 퇴임).
- 1970년 영남화학 부사장.
- 1973년 영남화학 사장(1979년 퇴임).
- 1976년 대한비료수출협회 부회장(1990년 퇴임).
- 1982년 율암제일산업 사장(1989년 퇴임).
- 1983년 인하대학교 행정학과 겸임교수(1984년 퇴임).
- 1987년 신한민주당 총재 안보담당 특별보좌관(1988년 이임).
- 1988년 신한민주당 안보정책특임위원장 겸 정무위원.
- 1988년 신한민주당 안보정책특임위원장(1988년 이임).
- 1988년 신한민주당 안보정책특임위원장 겸 정무위원(1988년 퇴임).
- 1988년 통일민주당 국방외교행정위원.
- 1988년 대한민국 제13대 통일민주당 비례대표 국회의원.
- 1989년 대한민국 제13대 통일민주당 비례대표 국회의원 조기 사퇴.
- 1990년 민주당 국방외교행정연대특보위원.
- 1990년 민주당 당기위원.
- 1991년 민주자유당 국방안보과학행정특보위원.
- 1991년 민주자유당 당기위원.
- 1992년 민주자유당 정책평가위원장(1993년 퇴임).
- 1993년 새한국당 국방안보행정위원장(1994년 퇴임).
- 1995년 신한국당 국책자문위원(1995년 12월 15일).
- 1996년 신한국당 국잭자문위원 퇴임(1996년 4월 6일).
- 1996년 자유민주연합 국방외교안보행정특임고문(1996년 11월 6일).
- 1997년 자유민주연합 국방외교안보행정특임고문 직위 퇴임(1997년 8월 21일).

## 역대 선거 결과
| 선거명      | 직책명           | 대수 | 정당       | 득표율 | 득표수      | 결과        | 당락                 |
| ----------- | ---------------- | ---- | ---------- | ------ | ----------- | ----------- | -------------------- |
| 제13대 총선 | 국회의원(전국구) | 13대 | 통일민주당 | 23.8%  | 4,680,175표 | 전국구 12번 | 전국구 국회의원 당선 |